# Naas (Austria)
Naas – gmina w Austrii, w kraju związkowym Styria, w powiecie Weiz. Liczy 1420 mieszkańców (1 stycznia 2015).